# Sasovskij rajon
Il Sasovskij rajon (in russo Сасовский район?) è un rajon dell'Oblast' di Rjazan', nella Russia europea; il capoluogo è Sasovo. Istituito nel 1965, ricopre una superficie di 1.819 chilometri quadrati ed ospita una popolazione di circa 18.000 abitanti.